# Episodi di E.N.G. - Presa diretta (quarta stagione)
La quarta stagione della serie televisiva E.N.G. - Presa diretta è stata trasmessa in anteprima in Canada dalla CTV a partire dal 10 settembre 1992.
| nº | Titolo originale      | Titolo italiano | Prima TV Canada   | Prima TV Italia |
| -- | --------------------- | --------------- | ----------------- | --------------- |
| 1  | After the Fire        |                 | 10 settembre 1992 |                 |
| 2  | Waves                 |                 | 1992              |                 |
| 3  | Another Pretty Face   |                 | 1992              |                 |
| 4  | Heart of the Matter   |                 | 1992              |                 |
| 5  | The Big Squeeze       |                 | 1992              |                 |
| 6  | To Kill with Kindness |                 | 1992              |                 |
| 7  | Love and Duty         |                 | 1992              |                 |
| 8  | Baby It's You         |                 | 17 dicembre 1992  |                 |
| 9  | Pandora's Box         |                 | 14 gennaio 1993   |                 |
| 10 | The Good Samaritan    |                 | 1993              |                 |
| 11 | Love and Marriage     |                 | 1993              |                 |
| 12 | Bail Out              |                 | 1993              |                 |
| 13 | The Big Sleepover     |                 | 1993              |                 |
| 14 | One False Step        |                 | 18 marzo 1993     |                 |
| 15 | Hero                  |                 | 1993              |                 |
| 16 | Mirror, Mirror        |                 | 1993              |                 |
| 17 | Honour or Wealth      |                 | 1993              |                 |
| 18 | And the Winner Is..   |                 | 1993              |                 |